# Bronisław Baczko
Bronisław Baczko (13 de juny de 1924, Varsòvia, Polònia - 29 d'agost de 2016) va ser un filòsof, professor i historiador de les idees franco-polonès que ha treballat fonamentalment sobre la Il·lustració francesa i la idea de utopia. Durant els anys 1960, junt amb Leszek Kołakowski, fou un dels principals représentants de l'escola de Varsòvia d'història de les idees.

## Biografia
Baczko es va llicenciar en lletres a la capital de Polònia, el 1953; a continuació, va fer el doctorat. Va ser professor del departament de filosofia de la Universitat de Varsòvia, 1952-1968. La seva primera obra va ser un pamflet dirigit contra Tadeusz Kotarbiński, on la filosofia no era més que "més que dialèctica" Va publicar el 1961, en polonès, una reflexió sobre la filosofia francesa d'aquest moment; i va escriure un Rousseau, el 1964. Més tard, el 1967, va escriure sobre la filosofia polonesa, sense oblidar els seus aspectes sociològics. El 1968 va ser expulsat de la càtedra per motius polítics.
Va emigrar a França, estudvo com a professor associat en la Facultat de Lletres de Clermont Ferrand, entre 1969-1973, com a historiador de mentalitats. Va treballar a l'Escola d'Alts Estudis (EHESS) de París. Ha treballat posteriorment a la Universitat de Ginebra, 1974-1977, d'on va ser a continuació professor ordinari, 1977-1989. Va estar com convidat pel Collège de France el 1990.
A la Varsòvia de la seva joventut, dominava el pensament d'una gran generació d'intel·lectuals, d'orientació marxista, com Leszek Kołakowski, Adam Schaff i Tadeusz Kroński. Després d'emigrar a França, bona part de l'obra de Bronislaw Baczko serà traduïda en francès; i, després, ha estat originàriament publicada en aquesta llengua.
Està reconegut com una de les grans figures dels estudis sobre les ideologies del segle xviii i la Il·lustració i la ha analitzat els efectes de la Revolució Francesa a Comment sortir de la terreur. En 2011 va rebre el Premi Balzan.

## Publicacions (selecció)
Texts escrits en polonès
- O poglądach filozoficznych i społeczno-politycznych Tadeusza Kotarbińskiego, Instytut Kształcenia Kadr Naukowych przy KC PZPR - Katedra Materializmu Dialektycznego i Historycznego Książka i Wiedza, Warszawa 1951.
- Filozofia francuskiego oświecenia, wybór, tłum., wstęp i przypisy: Bronisław Baczko, wyd. PWN, Warszawa 1961.
- Rousseau: samotność i wspólnota (Rousseau, solitud i comunitat), wyd. PWN, Warszawa 1964.
- Filozofia i socjologia XX wieku, t 1-2, Bronisław Baczko (red.), Wiedza Powszechna, Warszawa 1965.
- Człowiek i światopoglądy, wyd. PWN, Warszawa 1965.
- Filozofia polska (Filosofia polonesa), Bronisław Baczko (red.), Wiedza Powszechna, Warszawa 1967.

Texts escrits en francès
- Lumières de l'utopie, Paris, Payot, 1978
- (éd.), Une éducation pour la démocratie : textes et projets de l'époque révolutionnaire, Paris, Garnier frères, 1982 ; 2. éd. revue et corrigée, Genève, Droz, 2000
- Les Imaginaires sociaux : mémoires et espoirs collectifs, Paris : Payot, 1984
- Le Calendrier républicain, in Pierre Nora (dir.), Les Lieux de Mémoire, t. I : La République, Paris, Gallimard, 1984
- Thermidoriens, Instruction publique [éd. 1992], Lumières et Vandalisme, in Dictionnaire critique de la Révolution française, sous la dir. de Mona Ozouf et François Furet, Paris, Flammarion, 1988 ; rééd. augm. 1992
- Comment sortir de la Terreur : Thermidor et la Révolution, Paris, Gallimard, « NRF essais », 1989
- Job, mon ami : promesses du bonheur et fatalité du mal, Paris, Gallimard, « NRF essais », 1997
- Politiques de la Révolution française, Paris, Gallimard, « Folio Histoire », 2008